# 應耀康
應耀康，GBS，JP（1960年7月8日—），香港政府人員，曾任香港特區政府運輸及房屋局常任秘書長（房屋）兼房屋署署長。

## 簡歷
應耀康祖籍浙江省寧波市，小學就讀海壩街官立小學，中學就讀於荃灣官立中學，其後畢業於香港大學，期間曾經擔任校報《學苑》編輯。於1983年8月加入政務職系，於2007年4月晉升為首長級甲一級政務官。
應耀康曾先後於多個決策局及部門服務，包括前教育統籌科、前行政及立法兩局事務科、前政務總署、前常務科、前憲制事務科、前銓敍科(後改稱公務員事務科) 、前布政司辦公室及前貿易署、前教育署及前庫務局（後改稱財經事務及庫務局）。
1999年8月起擔任教育署高級助理署長、2000年7月調任庫務局副局長，至2003年10月改任保安局常任秘書長。2003年，任職財經事務及庫務局副秘書長期間，主持討論問責高官要改組屬下的職位安排，因政府未提交全盤資料，議員通過動議要撤回六份新開職位文件。應耀康雖然未有盡公務員責任，但仍批評立法會議員處理撥款浪費時間，惹來李國寶怒斥為「傲慢自大」。
2007年4月晉升至首長級甲一級政務官。2007年11月至2012年7月期間調任財經事務及庫務局常任秘書長（庫務），過去多年協助財政司司長曾俊華制訂財政預算案。2012年7月因家事休假大半年，2013年6月借調到競爭事務委員會出任秘書長，到了2014年4月2日擔任運輸及房屋局常任秘書長（房屋）兼房屋署署長至2019年退休。
2015年7月，九龍城區公共屋邨啟晴邨爆出食水含鉛超標事件，房屋署署長應耀康回應傳媒提問承建商名字時，竟然以怕讀錯承建商名字為藉口拒絕透露名字，引起輿論嘩然。7月14日下午，應耀康一度以記性不好為藉口企圖為自己開脫，到了晚上才透過房屋署發新聞稿稱署長應耀康為信息混亂表示道歉。
2016年7月，在房委會舉行公開例會上，被質疑政府的10年目標是提供28萬個公屋單位未能達標，應耀康回應指由於土地失衡等問題，令規劃與目標有距離。

## 個人生活
已婚，育有兩名子女。

## 榮譽
- 金紫荊星章（G.B.S.）（香港2019年度授勳及嘉獎名單；2019年7月1日）[9]
- 非官守太平紳士（J.P.）（2015年7月1日）[10]
- 官守太平紳士（J.P.）（1998年7月1日－2016年）[11]

## 外部連結
- 香港房屋委員會網頁 （页面存档备份，存于）

| 政府职务              | 政府职务                                                    | 政府职务      |
| --------------------- | ----------------------------------------------------------- | ------------- |
| 前任： 栢志高         | 運輸及房屋局常任秘書長（房屋）兼 房屋署署長 2014年 - 2019年 | 繼任： 唐智強 |
| 前任： 黎年           | 財經事務及庫務局常任秘書長（庫務） 2007年 - 2012年          | 繼任： 謝曼怡 |
| 前任： 湯顯明（署理） | 保安局常任秘書長 2003年 - 2007年                            | 繼任： 張琼瑤 |